# Tjolmansjön
Tjolmansjön är en sjö i Åsele kommun i Lappland och ingår i Ångermanälvens huvudavrinningsområde. Sjön har en area på 0,189 kvadratkilometer och ligger 314,1 meter över havet. Sjön avvattnas av vattendraget Idvattenbäcken.

## Delavrinningsområde
Tjolmansjön ingår i det delavrinningsområde (710579-158260) som SMHI kallar för Utloppet av Tjolmansjön. Medelhöjden är 329 meter över havet och ytan är 1,9 kvadratkilometer. Räknas de 7 avrinningsområdena uppströms in blir den ackumulerade arean 38,64 kvadratkilometer. Idvattenbäcken som avvattnar avrinningsområdet har biflödesordning 3, vilket innebär att vattnet flödar genom totalt 3 vattendrag innan det når havet efter 198 kilometer. Avrinningsområdet består mestadels av skog (38 procent) och sankmarker (35 procent). Avrinningsområdet har 0,19 kvadratkilometer vattenytor vilket ger det en sjöprocent på 9,9 procent.